# غرايم باور (لاعب كرة قدم)
غرايم باور (بالإنجليزية: Graeme Power)‏ (10 ديسمبر 1959 في المملكة المتحدة - ) هو لاعب كرة قدم بريطاني في مركز حراسة المرمى. شارك مع منتخب إنجلترا تحت 18 سنة لكرة القدم. أما مع النوادي، فقد لعب مع نادي برينتفورد ونادي كينغستونيان.

## وصلات خارجية
- غرايم باور على موقع قاعدة بيانات كرة القدم.إي يو (الإنجليزية)